# Richard Alpert (postać)
Richard Alpert – postać fikcyjna, jeden z bohaterów serialu telewizyjnego Zagubieni, grana przez aktora Nestora Carbonella.
Doktora Richarda Alperta widzimy po raz pierwszy w retrospekcjach Juliet Burke jako pracownika korporacji Mittelos Bioscience prowadzącej badania nad płodnością w Portland (w stanie Oregon). Proponuje on Juliet pracę w Mittelos, ona żartując odpowiada, że mogłaby ją zaakceptować tylko wtedy, gdyby jej były mąż Edmund „wpadł pod samochód”. Wkrótce Edmund ginie potrącony przez autobus. Juliet rozpoznaje jego ciało. Nieoczekiwanie Alpert zjawia się w kostnicy z Ethanem Romem odrzucając odpowiedzialność za śmierć Edmunda namawia Juliet do podjęcia pracy w Mittelos. Okazuje się jednak, że miejscem, w którym ma pracować nie jest obiecywane Portland.
Juliet przyjmuje propozycje pracy. Po trzech latach pobytu na wyspie bez kontaktu z rodziną Juliet prosi Bena o możliwość rozmowy z siostrą lub chociażby jej zobaczenia. Za pośrednictwem łącza wideo w stacji „Płomień” może przez chwile obserwować swoją siostrę i jej małego synka przebywających w „Parku Arcadia”. Okazuje się, że jest tam także Richard, który obsługuje łącze.
W odcinku „The Man From Tallahassee” Alpert okazuje się być jednym z Innych. Ben Linus nakazuje mu „sprowadzić człowieka z Tallahassee”, z którym ma się zobaczyć John Locke.
Jest obecny przy spotkaniu Locke’a z uwięzionym mężczyzną, który okazuje się być ojcem Locke’a – Anthonym Cooperem. Po tym jak Ben nakazuje Locke’owi zabić własnego ojca, Richard tłumaczy mu, iż Ben wie, że John tego nie wykona, chce go jedynie upokorzyć na oczach Innych
Alpert twierdzi, że Ben zazdrości Locke’owi uzdrowienia i denerwują go jego pytania dotyczące przywództwa Bena nad Innymi. Mówi, że Ben traci czas zajmując się badaniem płodności u kobiet przebywających na wyspie, podczas gdy Locke jest przykładem innego, ważniejszego oddziaływania wyspy na ludzi.
Richard sugeruje Johnowi, że Sawyer może zabić jego ojca. Twierdzi, że James ma ku temu powody. Na dowód tego podsuwa Locke’owi akta dotyczące życia Sawyera, z których wynika, że Cooper przyczynił się do śmierci rodziców Jamesa Forda.
W odcinku „The Man Behind the Curtain” wychodzi na jaw, iż Richard jest jednym z pierwotnych mieszkańców wyspy, żyjących tam jeszcze przed przybyciem pracowników Inicjatywy DHARMA. Grupa ta przez członków Inicjatywy nazywana jest Tubylcami lub Agresorami.
Z jednej z retrospekcji Bena dowiadujemy się, że był on pierwszą osobą napotkana przez niego w młodości na peryferiach obozu Inicjatywy DHARMA. Młody Benjamin zwierzył mu się, że nienawidzi życia w społeczności Inicjatywy i chciałby się z niej wyrwać. Kilka lat później, dorosły już Ben sabotuje Inicjatywę ułatwiając Tubylcom atak na baraki. Po zabiciu własnego ojca – Rogera – Ben wraca do obozowiska. Okazuje się, iż wszyscy prawdziwi pracownicy Inicjatywy DHARMA zostali zagazowani przez Alperta i jego ludzi.
W odcinku „Cabin Fever” widzimy go przy narodzinach Locke’a w 1956 roku!. Następnie, we wczesnych latach 60., odwiedza małego Johna w domu. Na ścianie zauważa rysunek przedstawiający człowieka powalonego przez kłęby dymu. Pyta chłopca czy on to narysował. Później poddaje go testowi z przedmiotami: John ma za zadanie wybrać, który przedmiot już należy do niego. Oblewa sprawdzian, wybierając nóż. Wściekły Alpert pospiesznie wychodzi. Po 10 latach proponuje 16 letniemu Locke’owi wyjazd na obóz naukowy do Portland. John rezygnuje z niego, ponieważ woli sport, a nie naukę.
Interesujący jest fakt, iż po Alpercie nie widać upływającego czasu. Zarówno w czasie rzeczywistym (rok 2004) jak i w retrospekcjach wygląda tak samo młodo, choć jest dużo starszy od Bena i Locke’a.
Szczegółowo, zostało to wytłumaczone w odcinku 6x09 „Ab Aeterno”.
Richard pochodzi z Teneryfy, którą zamieszkiwał w drugiej połowie XIX w. Jest ubogim chłopem, pracującym na roli. W retrospekcji, poznajemy również jego żonę, Isabellę.
W roku 1867 Isabella przechodzi ciężką chorobę. Richard wyrusza do lekarza, który mieszka wiele kilometrów od jego domu. Chce zdobyć lekarstwo dla swojej ukochanej, jednak medyk odmawia mu, gdyż mężczyzna ma za mało pieniędzy. Richard błaga go o możliwość zapożyczenia się, lecz lekarz odmawia. Nawiązuje się szarpanina, w wyniku której, w nieszczęśliwym wypadku, Alpert zabija lekarza. W szoku, zabiera lekarstwo i postanawia wrócić czym prędzej do domu. Kiedy jednak tam dociera, odkrywa, że Isabella nie żyje. Zrozpaczonego mężczyznę, pojmuje straż.
Richard trafił do więzienia i został skazany na powieszenie. Tego samego dnia jednak, Magnus Hanso wykupuje Alperta, jako niewolnika. Tym sposobem, Richard trafia na pokład Czarnej Skały.
"Czarna skała" płynie w ogromnym sztormie. Pojawia się fala tak ogromna, że statek wznosi się na niej, uderza w głowę posągu, po czym ląduje pośrodku wyspy.
Richard budzi się rano, w słoneczny dzień. Jest przywiązany łańcuchami, podobnie jak reszta niewolników. Wołają o pomoc. Na dół schodzi oficer, który wyjmuje szpadę i zaczyna zabijać niewolników. Twierdzi, że przy małej ilości zapasów i tylko pięciu pozostałych oficerach, zabicie niewolników jest najlepszym wyjściem. Richard zostaje ostatni. Błaga o litość, oficer go nie słucha. Przerywają mu jednak mechaniczne odgłosy. Słychać, że ludzie na górze są przez coś atakowani. Po chwili pod pokładem pojawia się czarny dym, który zabiera oficera i uderza nim o coś. Dym zbliża się do Richarda. Ten zaczyna się modlić. Dym zaczyna wtedy błyskać i w końcu znika.
Zniewolony łańcuchem, Richard stara się uwolnić. Przeżywa wiele trudnych momentów. Gdy pada deszcz, Richard nie może dosięgnąć miejsca, w którym spływa woda. Gdy wykręci śrubkę, nie może jej wykorzystać do skruszenia ściany, bo atakuje go dzika świnia, która poczuła zapach trupów. Richard jest doszczętnie wyczerpany. Pewnego razu budzi się i widzi Isabellę. „Jesteśmy oboje martwi. Jesteśmy w piekle”, mówi mu żona. „Muszę cię uratować, zanim wróci diabeł”. Wtedy słychać odgłosy potwora. Richard prosi żonę, by uciekała. Ta wysłuchuje go, ale tuż przy wyjściu ze statku zostaje zaatakowana przez dym. Richard jest jeszcze bardziej zrozpaczony, niż dotychczas. Znowu traci przytomność.
Ktoś przychodzi pod pokład i budzi Richarda. To mężczyzna w czarnej koszuli. Przedstawia się jako „przyjaciel”. Zapytany o to, czy są w piekle, odpowiada, że owszem. „Czarna koszula” oferuje Richardowi pomoc w odzyskaniu Izabeli. W ręku ma klucze do kajdan, ale zanim je otworzy, chce od Richarda zapewnienia, że ten zrobi wszystko, co mu się poleci. Richard, na skraju świadomości, zgadza się bez wahania. „Dobrze cię widzieć bez łańcuchów”, mówi nieznajomy. Przekonuje, że on też chce uciec z miejsca, w którym się znajduje. Ale jak uciec z piekła? „Trzeba zabić diabła”.
Richard słyszy od „przyjaciela”, w jaki sposób ma „zabić diabła”. Mężczyzna wręcza Richardowi sztylet i informuje: musisz go przebić, zanim ten się jeszcze odezwie, bo potrafi być bardzo przekonujący. Richard ma obiekcje przed zabiciem człowieka, ale przeciwnik Jacoba uświadamia mu: musi to zrobić, żeby wrócić do swojej żony. Richard w końcu zgadza się. Idzie do statuy ze sztyletem w ręku. Jacob jednak okazuje się gotowy do walki i po chwili obezwładnia Richarda, zabierając mu nóż. Wtedy zaczyna wypytywać, dlaczego został zaatakowany. Dowiaduje się, co „czarna koszula” powiedział Richardowi. Łapie go za koszulę i raz za razem zanurza jego głowę w oceanie. „Nadal myślisz, że jesteś martwy?”, krzyczy. Richard błaga, by przestał. Jacob pyta, dlaczego miałby to zrobić. „Bo chcę żyć”, odpowiada Richard. „To pierwsza sensowna rzecz, jaką powiedziałeś”, mówi Jacob.
Jacob rozmawia z Richardem. Zapewnia, że nie jest diabłem i że to on sprowadził na wyspę „Czarną skałę”. Następnie opowiada, dlaczego to zrobił. Wino w butelce porównuje do „zła”, a wyspę – do korka, który powstrzymuje zło przed „rozlaniem się” na cały świat. Jacob sprowadza ludzi na wyspę, by przekonać swojego rywala, że nie każdy człowiek wybierze zło. Jacob prosi Richarda, by został jego pomocnikiem – pośredniczył między nim a ludźmi sprowadzanymi na wyspę. Richard w zamian chce odzyskać żonę, ale Jacob nie może tego sprawić. Nie może też odpuścić grzechów Richarda. Wobec tego Hiszpan prosi o wieczne życie. „To mogę zrobić”, odpowiada Jacob.
Richard wraca do mężczyzny w czarnej koszuli. Wręcza mu biały kamyk, który dostał od Jacoba. „Uwierzyłeś mu. Rozumiem. Potrafi być przekonujący”, mówi przeciwnik Jacoba. Wręcza Richardowi krzyż Isabelli i prosi, by wrócił do niego, jeśli tylko zmieni zdanie, następnie znika. Richard zakopuje krzyż po kamienną ławką.